# Partido di Hurlingham
Il partido di Hurlingham è un dipartimento (partido) dell'Argentina facente parte della Provincia di Buenos Aires. Il capoluogo è Hurlingham. Si tratta di uno dei 24 partidos che compongono la cosiddetta "Grande Buenos Aires".

## Geografia antropica

### Suddivisioni amministrative
Il partido di Hurlingham è composto da 3 località:
| Località           | Popolazione (2001) |
| ------------------ | ------------------ |
| Hurlingham         | 60.165             |
| Villa Santos Tesei | 63.164             |
| William C. Morris  | 48.916             |